# NFL Europe 1998
Die NFL Europe 1998 war die sechste Spielzeit der Liga und die erste unter dem Namen NFL Europe. Zuvor hieß die Liga World League of American Football, auch wenn die Liga seit 1995 nur noch europäische Mannschaften umfasste. Das World Bowl '98 genannte Finale im Frankfurter Waldstadion gewann erstmals Rhein Fire.

## Teilnehmer und Modus
Die sechs Mannschaften spielten jeder gegen jeden in Hin- und Rückspiel. Die Mannschaft, die nach den ersten fünf Spieltagen die Tabelle anführte, bekam das Recht, den World Bowl im eigenen Stadion auszurichten.
Die London Monarchs hatten sich in England Monarchs umbenannt und veranstalteten neben drei Heimspielen in London – erstmals in Crystal Palace – je ein Heimspiel in Bristol und in Birmingham. Die Scottish Claymores trugen erstmals ein Heimspiel in Hampden Park in Glasgow aus.
| Land                   | Team               | Spielort                                                                              | Head Coach    | Platzierung 1996         |
| ---------------------- | ------------------ | ------------------------------------------------------------------------------------- | ------------- | ------------------------ |
| Vereinigtes Konigreich | England Monarchs   | Crystal Palace, London (3) Ashton Gate, Bristol (1) Alexander Stadium, Birmingham (1) | Lionel Taylor | 6.                       |
| Spanien                | Barcelona Dragons  | Olympiastadion Barcelona                                                              | Jack Bicknell | 2., Sieger World Bowl    |
| Deutschland            | Frankfurt Galaxy   | Waldstadion                                                                           | Dick Curl     | 5.                       |
| Niederlande            | Amsterdam Admirals | Amsterdam ArenA                                                                       | Al Luginbill  | 4.                       |
| Deutschland            | Rhein Fire         | Rheinstadion, Düsseldorf                                                              | Galen Hall    | 1., Verlierer World Bowl |
| Vereinigtes Konigreich | Scottish Claymores | Murrayfield Stadium, Edinburgh (4) Hampden Park, Glasgow (1)                          | Jim Criner    | 3.                       |

## Regular Season

### Übersicht
| ↓ Heim Auswärts →    | AMS   | BAR   | ENG   | FRA   | RHE   | SCO   |
| -------------------- | ----- | ----- | ----- | ----- | ----- | ----- |
| Amsterdam Admirals   | •     | 20:17 | 25:24 | 10:14 | 21:17 | 26:03 |
| FC Barcelona Dragons | 28:41 | •     | 20:28 | 31:02 | 31:24 | 19:18 |
| England Monarchs     | 07:16 | 17:05 | •     | 13:36 | 07:31 | 14:10 |
| Frankfurt Galaxy     | 25:07 | 07:15 | 23:17 | •     | 14:31 | 21:10 |
| Rhein Fire           | 16:13 | 13:09 | 12:07 | 17:20 | •     | 17:10 |
| Scottish Claymores   | 23:26 | 30:10 | 27:24 | 12:15 | 10:20 | •     |

### Spiele
| Woche 1       | Woche 1           | Woche 1 | Woche 1            |
| Datum         | Heimteam          | Erg.    | Auswärtsteam       |
| ------------- | ----------------- | ------- | ------------------ |
| 4. April 1998 | Rhein Fire        | 16:13   | Amsterdam Admirals |
| 5. April 1998 | Barcelona Dragons | 19:18   | Scottish Claymores |
| 5. April 1998 | England Monarchs  | 13:36   | Frankfurt Galaxy   |

| Woche 2        | Woche 2            | Woche 2 | Woche 2            |
| Datum          | Heimteam           | Erg.    | Auswärtsteam       |
| -------------- | ------------------ | ------- | ------------------ |
| 11. April 1998 | Frankfurt Galaxy   | 07:15   | Barcelona Dragons  |
| 11. April 1998 | England Monarchs   | 07:31   | Rhein Fire         |
| 12. April 1998 | Amsterdam Admirals | 26:03   | Scottish Claymores |

| Woche 3        | Woche 3            | Woche 3 | Woche 3            |
| Datum          | Heimteam           | Erg.    | Auswärtsteam       |
| -------------- | ------------------ | ------- | ------------------ |
| 18. April 1998 | Barcelona Dragons  | 28:41   | Amsterdam Admirals |
| 18. April 1998 | Frankfurt Galaxy   | 23:17   | England Monarchs   |
| 19. April 1998 | Scottish Claymores | 10:20   | Rhein Fire         |

| Woche 4        | Woche 4            | Woche 4 | Woche 4            |
| Datum          | Heimteam           | Erg.    | Auswärtsteam       |
| -------------- | ------------------ | ------- | ------------------ |
| 25. April 1998 | Rhein Fire         | 13:09   | Barcelona Dragons  |
| 25. April 1998 | Amsterdam Admirals | 10:14   | Frankfurt Galaxy   |
| 26. April 1998 | England Monarchs   | 14:10   | Scottish Claymores |

| Woche 5     | Woche 5            | Woche 5 | Woche 5           |
| Datum       | Heimteam           | Erg.    | Auswärtsteam      |
| ----------- | ------------------ | ------- | ----------------- |
| 2. Mai 1998 | Frankfurt Galaxy   | 14:31   | Rhein Fire        |
| 2. Mai 1998 | Amsterdam Admirals | 25:24   | England Monarchs  |
| 3. Mai 1998 | Scottish Claymores | 30:10   | Barcelona Dragons |

| Woche 6      | Woche 6           | Woche 6 | Woche 6            |
| Datum        | Heimteam          | Erg.    | Auswärtsteam       |
| ------------ | ----------------- | ------- | ------------------ |
| 9. Mai 1998  | Rhein Fire        | 17:10   | Scottish Claymores |
| 10. Mai 1998 | England Monarchs  | 07:16   | Amsterdam Admirals |
| 11. Mai 1998 | Barcelona Dragons | 31:2    | Frankfurt Galaxy   |

| Woche 7      | Woche 7            | Woche 7 | Woche 7            |
| Datum        | Heimteam           | Erg.    | Auswärtsteam       |
| ------------ | ------------------ | ------- | ------------------ |
| 16. Mai 1998 | Barcelona Dragons  | 31:24   | Rhein Fire         |
| 16. Mai 1998 | Frankfurt Galaxy   | 25:07   | Amsterdam Admirals |
| 17. Mai 1998 | Scottish Claymores | 27:24   | England Monarchs   |

| Woche 8      | Woche 8            | Woche 8 | Woche 8           |
| Datum        | Heimteam           | Erg.    | Auswärtsteam      |
| ------------ | ------------------ | ------- | ----------------- |
| 23. Mai 1998 | Rhein Fire         | 12:07   | England Monarchs  |
| 23. Mai 1998 | Amsterdam Admirals | 20:17   | Barcelona Dragons |
| 24. Mai 1998 | Scottish Claymores | 12:15   | Frankfurt Galaxy  |

| Woche 9      | Woche 9            | Woche 9 | Woche 9            |
| Datum        | Heimteam           | Erg.    | Auswärtsteam       |
| ------------ | ------------------ | ------- | ------------------ |
| 30. Mai 1998 | Amsterdam Admirals | 21:17   | Rhein Fire         |
| 31. Mai 1998 | England Monarchs   | 17:05   | Barcelona Dragons  |
| 31. Mai 1998 | Frankfurt Galaxy   | 21:10   | Scottish Claymores |

| Woche 10     | Woche 10           | Woche 10 | Woche 10           |
| Datum        | Heimteam           | Erg.     | Auswärtsteam       |
| ------------ | ------------------ | -------- | ------------------ |
| 6. Juni 1998 | Rhein Fire         | 17:20    | Frankfurt Galaxy   |
| 7. Juni 1998 | Barcelona Dragons  | 20:28    | England Monarchs   |
| 7. Juni 1998 | Scottish Claymores | 23:26    | Amsterdam Admirals |

### Tabelle
|    |                    | S | N | U | SQ    | P+  | P−  | Heim | Ausw. |
| -- | ------------------ | - | - | - | ----- | --- | --- | ---- | ----- |
| 1. | Frankfurt Galaxy   | 7 | 3 | 0 | 0.700 | 177 | 163 | 3–2  | 4–1   |
| 2. | Rhein Fire         | 7 | 3 | 0 | 0.700 | 198 | 142 | 4–1  | 3–2   |
| 3. | Amsterdam Admirals | 7 | 3 | 0 | 0.700 | 205 | 174 | 4–1  | 3–2   |
| 4. | Barcelona Dragons  | 4 | 6 | 0 | 0.400 | 185 | 200 | 3–2  | 1–4   |
| 5. | England Monarchs   | 3 | 7 | 0 | 0.300 | 158 | 205 | 2–3  | 1–4   |
| 6. | Scottish Claymores | 2 | 8 | 0 | 0.200 | 153 | 192 | 2–3  | 0–5   |

Legende: Siege, Niederlagen, Unentschieden, SQ Siegquote, P+ erzielte Punkte, P− gegnerische Punkte, Heim Heimbilanz (Siege–Niederlagen), Ausw. Auswärtsbilanz (Siege–Niederlagen).

## World Bowl '98
Der World Bowl '98 – später auch als World Bowl VI bezeichnet – fand am Sonntag, 14. Juni 1998 im Frankfurter Waldstadion statt. Die Frankfurt Galaxy hatten sich als Tabellenerster das Heimrecht erspielt. Sie trafen auf Rhein Fire als Zweiten der regulären Saison. Für die Galaxy war es der dritte World Bowl, den World Bowl '95 hatte das Team gewonnen. Rhein Fire hatte bei der ersten World-Bowl-Teilnahme im Vorjahr verloren.

### Spielablauf
|                        |                                 |  | World Bowl '98   |                           |            |  |                                                                  |
|                        | Frankfurt am Main 14. Juni 1998 |  | Frankfurt Galaxy | \| \| 10 : 34 \| \| \| \| | Rhein Fire |  | Frankfurter Waldstadion Zuschauer: 47,846 Referee: Tony Corrente |
| (0:10, 7:7, 3:7, 0:10) | Frankfurt am Main 14. Juni 1998 |  | Frankfurt Galaxy |                           | Rhein Fire |  | Frankfurter Waldstadion Zuschauer: 47,846 Referee: Tony Corrente |
|                        | 10 : 34                         |  |                  |                           |            |  |                                                                  |
|                        |                                 |  |                  |                           |            |  |                                                                  |

Bei strömendem Regen ging Rhein Fire mit einem 29-Yard-Field-Goal des deutschen Kickers Manfred Burgsmüller in Führung. Gegen Ende des ersten Viertels führte Quarterback Jim Arellanes Rhein Fire zu einem 67-Yard-Drive über 10 Spielzüge, den er mit einem 15-Yard-Pass auf Wide Receiver Dialleo Burks abschloss. Im zweiten Viertel konnte die Galaxy mit Quarterback Chris Dittoe einen 13 Spielzüge langen 80-Yard-Drive mit einem Drei-Yard-Lauf von Runningback Jermaine Chaney beenden. Kurz vor Ende der Halbzeit führte Arellanes einen 40-Yard-Lauf über vier Spielzüge an, der mit einem 20-Yard-Touchdown-Pass auf Burks endete und zum Halbzeitstand von 17:7 erhöhte.
Im dritten Viertel startete die Galaxy mit einem 41-Yard-Field-Goal von Ralf Kleinmann, konnte aber den Rest des Spieles nicht mehr punkten. Rhein Fire beendete das dritte Viertel mit einem 74-Yard-Touchdown-Pass von Arellanes auf Wide Receiver Marcus Robinson. Im vierten Viertel konnte Rhein noch mit einem 20-Yard-Fieldgoal von Burgsmüller und einen 15-Yard-Lauf von Jon Vaughn punkten.
Jim Arellanes, Quarterback der Rhein Fire, wurde als Most Valuable Player ausgezeichnet. Arellanes spielte für den verletzen Stamm-Quarterback Mike Quinn.

### Trivia
Der World Bowl '98 war der erste in Deutschland; sieben der nächsten neun World Bowl fanden ebenfalls in Deutschland statt.